# Kościół św. Józefa Rzemieślnika w Robakowie
Kościół św. Józefa Rzemieślnika w Robakowie – rzymskokatolicki kościół parafialny znajdujący się w Robakowie (powiat poznański) przy ul. Szkolnej róg Cmentarnej.

## Historia

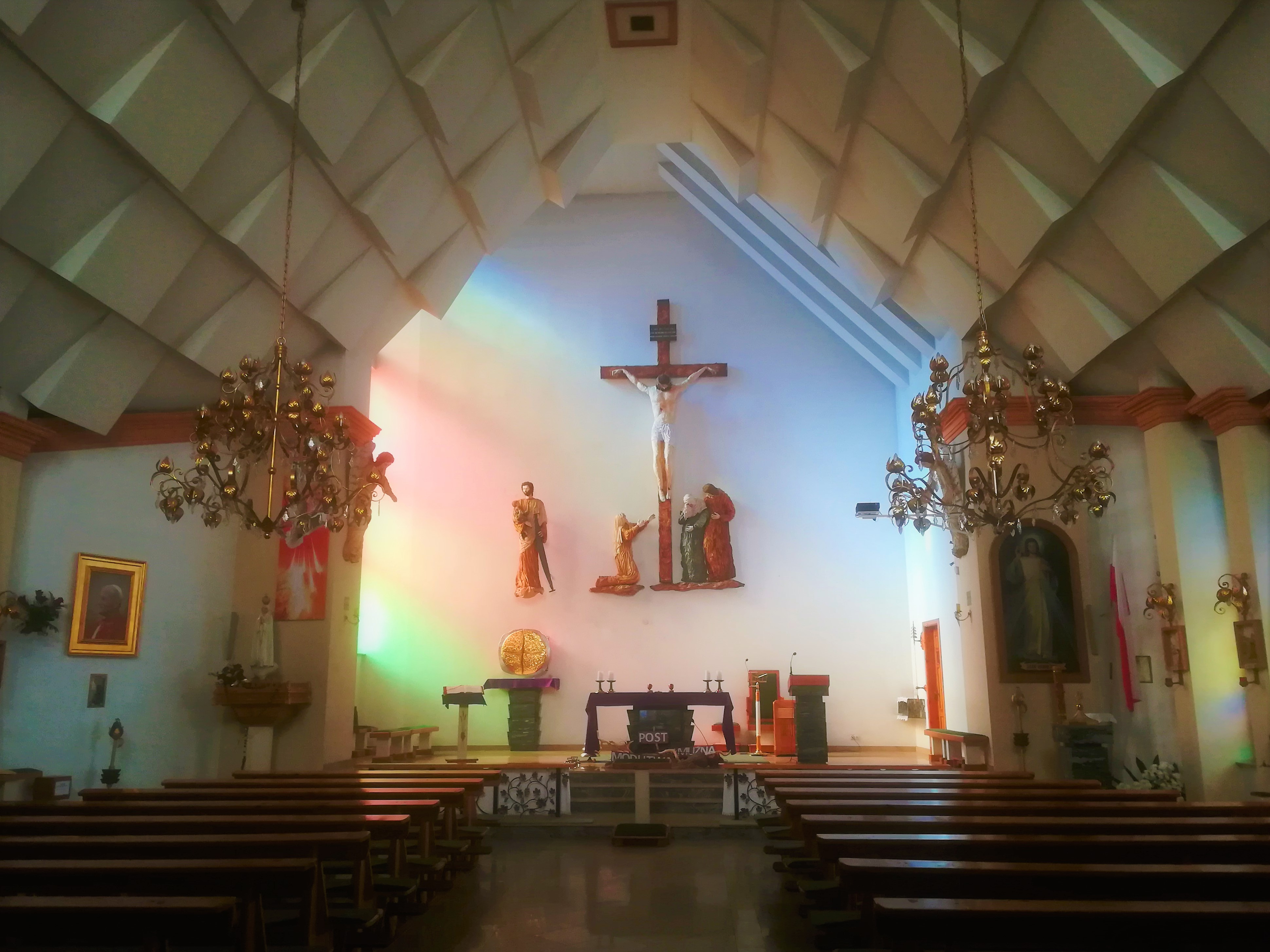
Wnętrze z ołtarzem

Inicjatorami budowy świątyni byli biskup Franciszek Jedwabski i ksiądz Józef Woźniak, proboszcz parafii w Tulcach. Rozpoczęli oni w 1976 rozmowy na ten temat z władzami komunistycznymi, ale nie przyniosły one pozytywnych wyników. Dopiero 15 sierpnia 1985 wydano zezwolenie na wzniesienie kaplicy katechetycznej, choć pierwsze prace podjęto już w 1983. Prace budowlane, według planów z lat 70. XX wieku, rozpoczął prałat, dr Marian Piątkowski. Zbudowany wówczas obiekt służy w zasadniczej formie do dziś. Parafia we wsi powstała 1 lipca 1997 z części parafii Narodzenia Najświętszej Maryi Panny w Tulcach i Wszystkich Świętych w Kórniku. W 1997 świątynia była już przykryta dachem. 2 września 1997 konsekrował ją arcybiskup Stanisław Gądecki. 

## Wyposażenie
Wyposażenie kościoła jest w większości współczesne. Szczególnie cenna jest Pietà pochodząca sprzed 1939 – dawniej figury przydrożnej z Robakowa. W czasie II wojny światowej Niemcy nakazali zniszczenie kapliczek we wsi. Figurę uratowali państwo Ratajczakowie, którzy ukryli Pietę na strychu swojego domu, gdzie leżała około 50 lat. Kościół posiada relikwie: św. Jana Pawła II i św. Ojca Pio. Krucyfiks w ołtarzu głównym pochodzi z 2012 i jest autorstwa Marii Romany Gierczyńskiej, mieszkanki Kijewa. Krzyż ma wysokość 5,5 metra, a wisząca na nim figura Chrystusa mierzy 2,40 metra.